# Archaster typicus
Az Archaster typicus a tengericsillagok (Asteroidea) osztályának Valvatida rendjébe, ezen belül az Archasteridae családjába tartozó faj.
Az Archaster tüskésbőrűnem típusfaja.

## Előfordulása
Az Archaster typicus a Csendes-óceán nyugati felén található Palau és Új-Kaledónia szigetek part menti vizeiben fordul elő. Az Indiai-óceánban levő Mascarenhas-szigetcsoport és a Seychelle-szigetek vizeiben való jelenléte még bizonytalan.

## Életmódja
Tengeri élőlény. Az Astericola carens és a Synstellicola carens nevű evezőlábú rákok élősködnek ezen a tengericsillagfajon.

## Képek

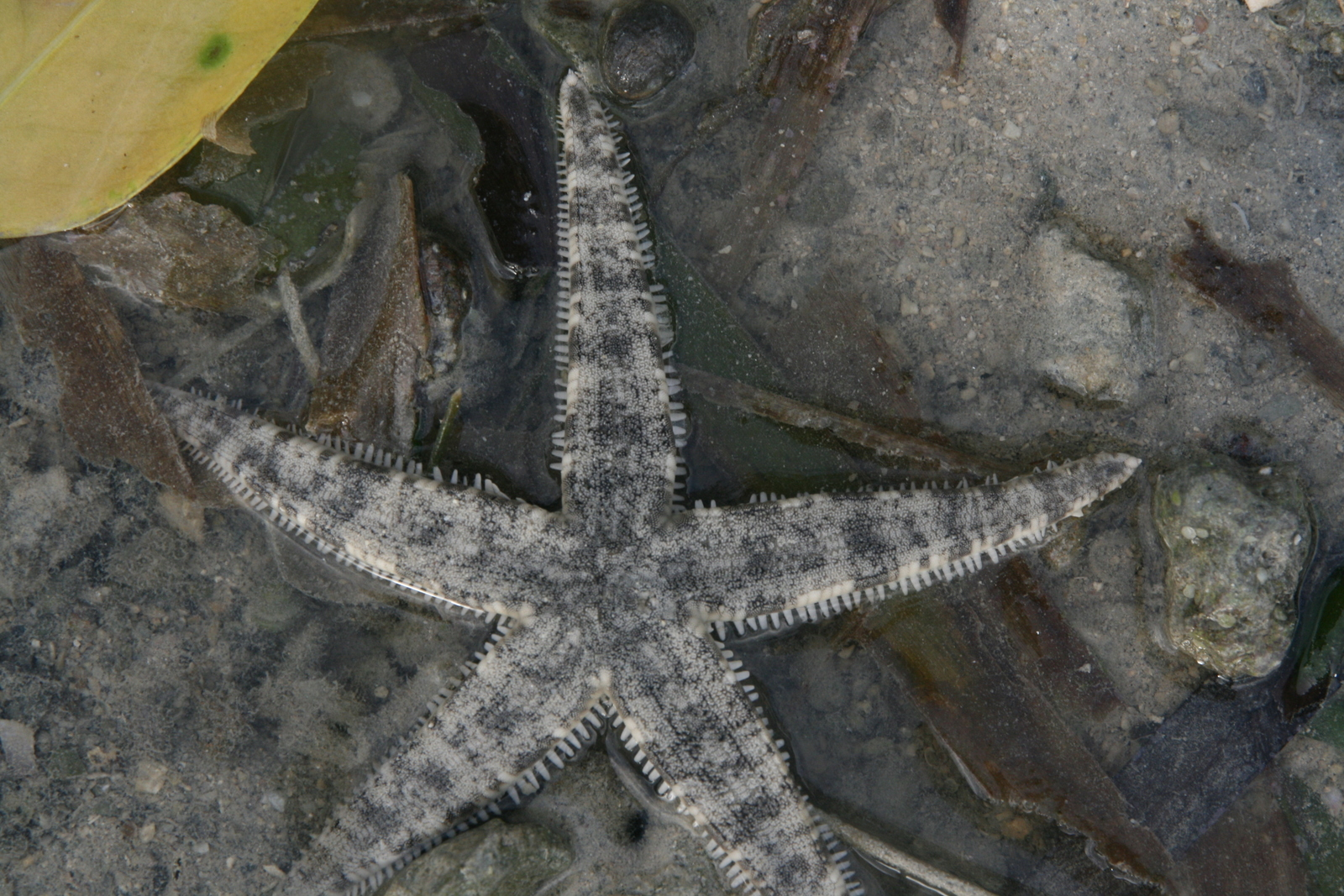
A tengerfenéken
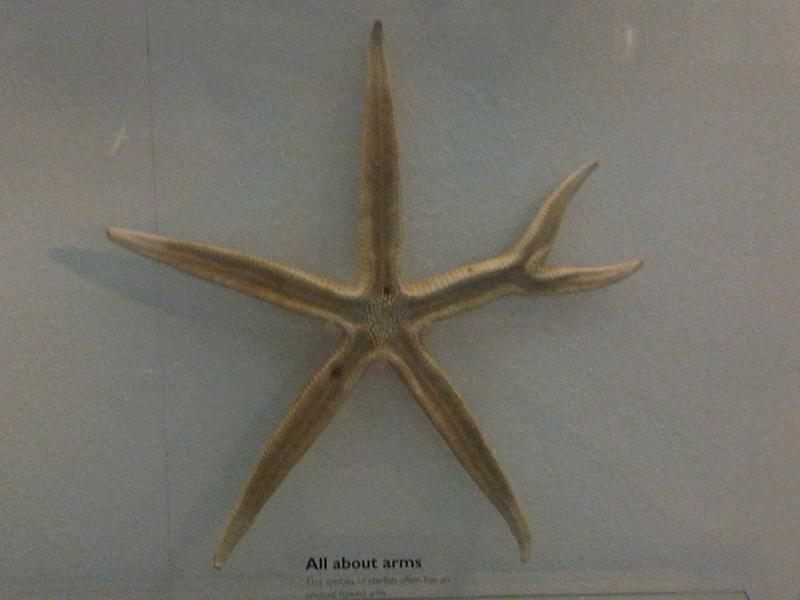
Begyűjtött
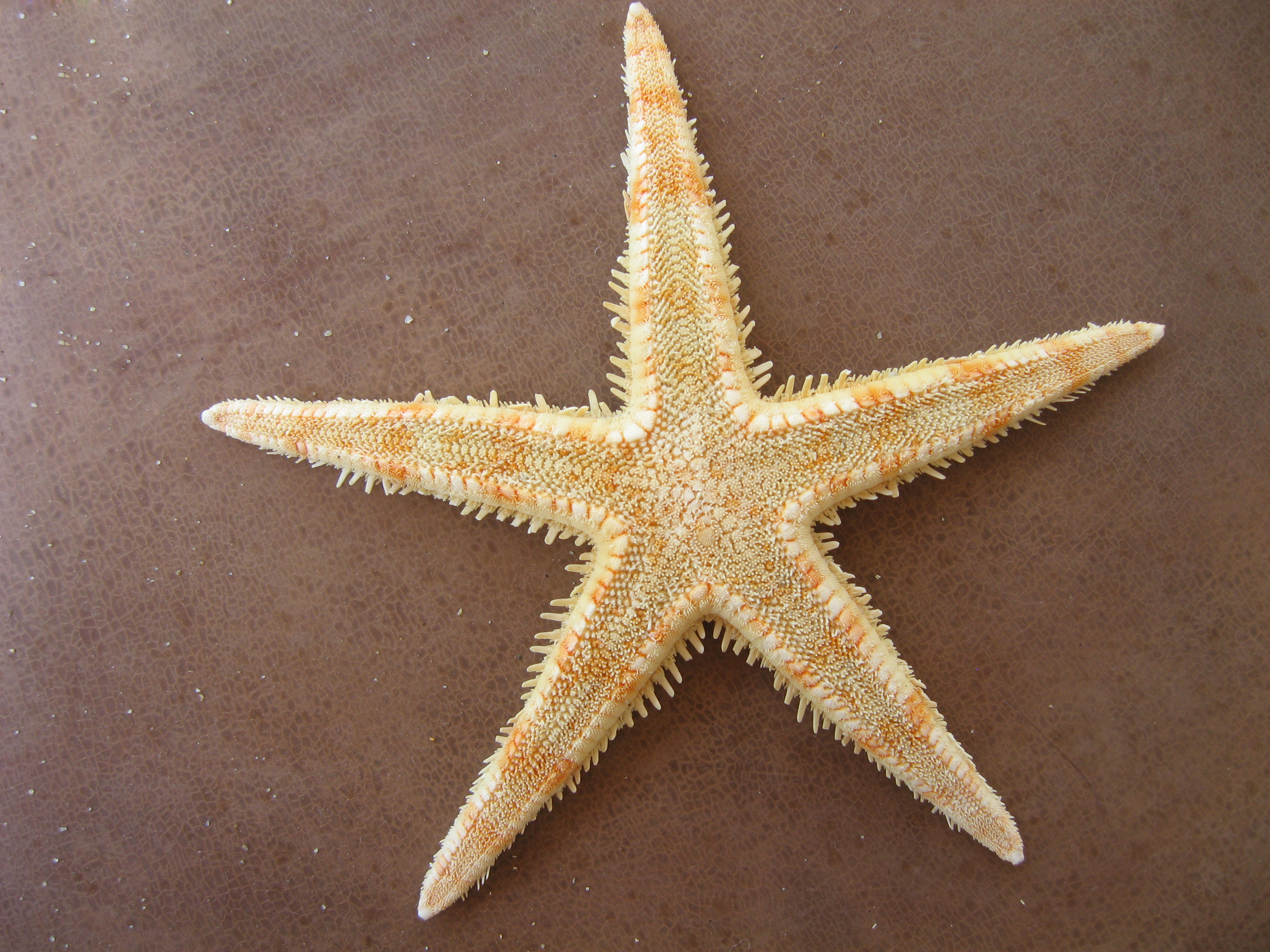
példányok